# Robin Hood (achtbaan)
Robin Hood was een houten achtbaan in het pretpark Walibi Holland in Biddinghuizen. Robin Hood is ontworpen door Stand Company en werd gebouwd door het Nederlandse bedrijf Vekoma. De achtbaan lag achter in het park aan de rand van de oude waterskishowvijver en werd gebouwd in de periode dat Walibi Flevo werd hervormd tot Six Flags Holland. In oktober 2018 was de attractie voor het laatst geopend, waarna hij werd omgebouwd tot de hybride achtbaan Untamed.

## Algemene informatie
Het was een van de drie houten achtbanen gebouwd door Vekoma. De andere twee zijn de Weerwolf in het Belgische Walibi Belgium en de Thundercoaster in Tusenfryd die nog wel in gebruik zijn. De achtbaan was operationeel sinds 2000 en had een maximale capaciteit van 815 bezoekers per uur. Er waren 2 treintjes, met beide 4 karretjes. Er konden 24 bezoekers in 1 treintje. Een rit duurde ongeveer tweeënhalve minuut en had een lengte van ruim een kilometer.
Robin Hood was net iets hoger dan Troy (0,1 M hoger), maar omdat Troy een grotere val heeft was Troy de recordhouder voor hoogste houten achtbaan van Nederland.

## Sluiting en vervanging door hybride achtbaan
Op 6 februari 2018 kondigde Walibi Holland aan dat Robin Hood op 28 oktober 2018 voor het laatst geopend zou zijn. Daarna werd de achtbaan door de Amerikaanse achtbaanbouwer Rocky Mountain Construction omgebouwd tot een hybride achtbaan waarbij gebruik wordt gemaakt van stalen baandelen op houten ondersteuningen. Een deel van de houten constructie van Robin Hood werd daarvoor hergebruikt. De nieuwe achtbaan heet Untamed en is op 1 juli 2019 geopend.

## Galerij

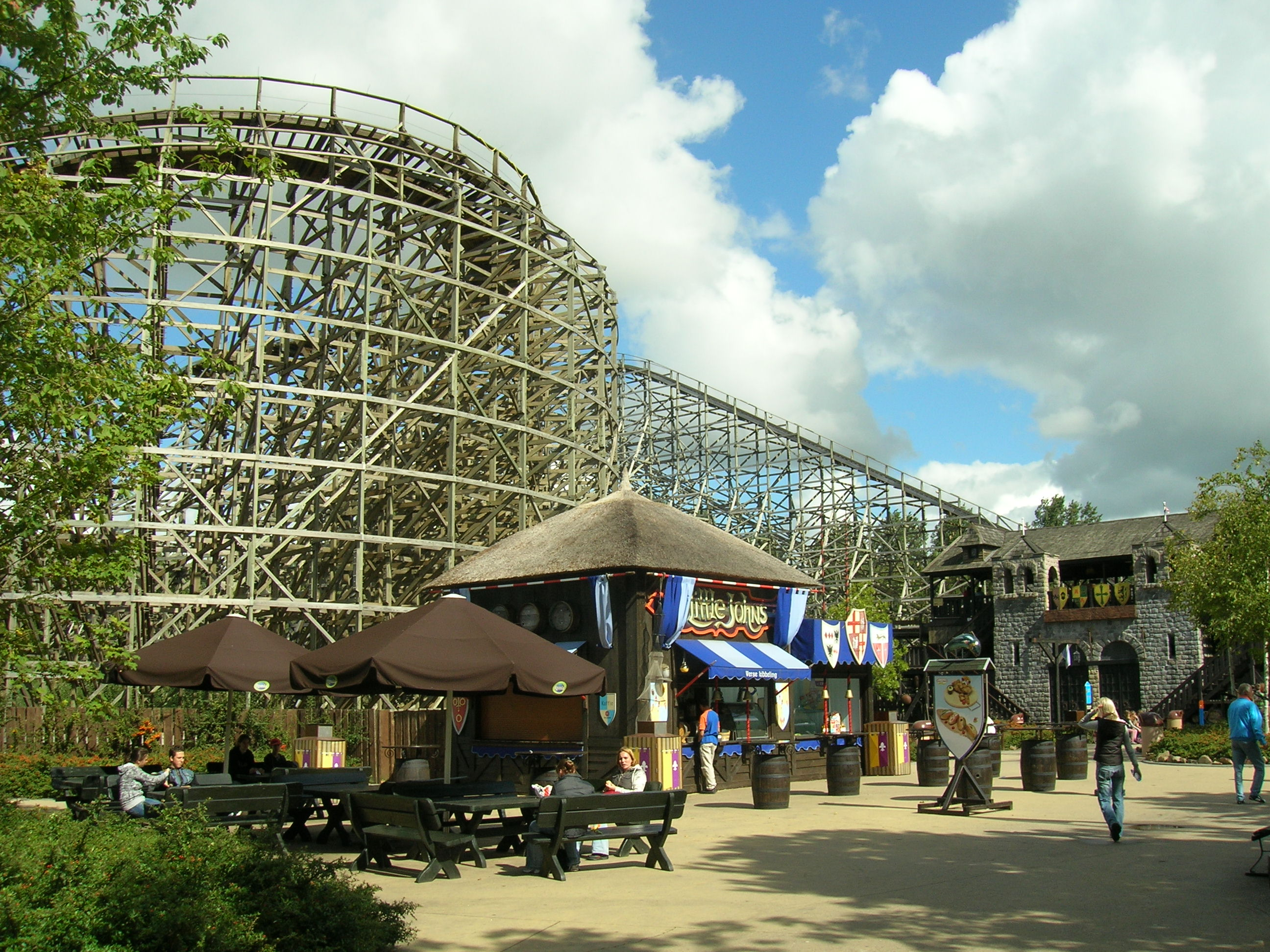

|  |
Afbeeldingen · Lijst van attracties